# Comuna de Marsella

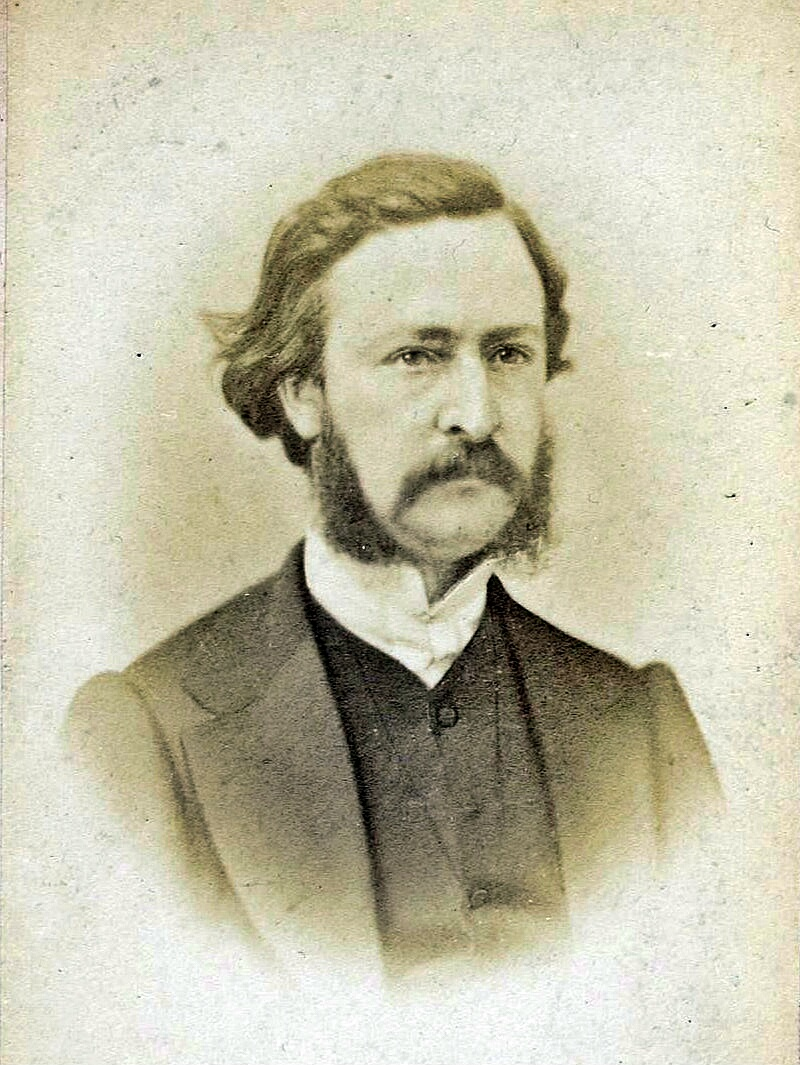
Gaston Crémieux, líder de la comuna, según la colección municipal

La Comuna de Marsella fue un movimiento subversivo proclamado por solidaridad con el alzamiento de la Comuna de París del 18 de marzo de 1871. Su objetivo era sostener la flamante república frente a las maniobras de los «versalleses» y permitir que la ciudad de Marsella pudiera regirse por sus propios intereses. Reunió a republicanos, moderados y blanquistas, socialistas y miembros de las diferentes corrientes de la Primera Internacional. Lo dirigió « oficialmente » una comisión departamental que reemplazó al prefecto encabezada por el abogado y poeta Gaston Crémieux. Incapaz de hacer cumplir sus legislaciones, acaba en manos de París. Con el fin de evitar que se celebraran elecciones y que hubiera así una verdadera legitimidad democrática, el general versallés Henri Espivent de la Villesboisnet la declaró fuera de la ley y entró con sus tropas en la ciudad. Con su represión, en la noche del 4 al 5 de abril de 1871, se apaga la última esperanza de la Comuna de París de ganar apoyos en la Provenza. Aunque sus raíces se remontan al 1 de noviembre de 1870, su existencia efectiva no fue mayor de catorce días, del 22 de marzo al 5 de abril de 1871.

## Historia
Los orígenes del municipio de Marsella se sitúan en las postrimerías del Imperio. Aunque el sentimiento republicano se extiende por la ciudad y los alcaldes son más bien proclives, lo cierto es que no adoptan un compromiso claro. Por otro lado, desde 1865, los más radicales de los masones marselleses desarrollan a través de la enseñanza una política real de cooperación, donde se encuentra todo el abanico de los opositores a Napoleón III.
La logia «La Réunion des Amis choisis» del Gran Oriente, formada por republicanos y blanquistas, funda, para preparar a las demás logias, el 11 de febrero de 1868 un «Comité central de iniciativa de las porterías» compuesto por diez miembros: el abogado Gaston Crémieux, Barne, Brochier, Carriol, Chappuis, de Pleuc, Dhionnet, Massip, Rouvier y Adolphe Royannez.
Paralelamente, surgió la «Asociation phocéenne de l’Enseignement, de l’Instruction et de la Education des deux sexes» y la «Caisse Centrale de Secours». 
Por otro lado, las nuevas condiciones de la prensa provocan la aparición de numerosos periódicos. Entre ellos, un buen número de folletos republicanos, vigilados por la policía, a menudo condenadas, pero activas, cuyo periódico  Le Peuple, dirigido por Gustave Naquet.
En 1869, a Léon Gambetta, entonces radical, lo eligen diputado de Bocas del Ródano. Crémieux lo inicia en la logia de «La Reforma», donde se encuentran algunos futuros personajes del municipio, como Rouvier, Naquet y Esquiros.
Después del desmoronamiento del Segundo Imperio ante la Prusia de Bismarck, el poder queda vacante, y aunque Francia se dota de un gobierno provisional, a cargo de Gambetta, en Marsella, un primer intento de insurrección anuncia la fragilidad y la dureza de estos tiempos nuevos.

### De una insurrección a otra
El 7 de agosto de 1870, un levantamiento radical dirigido por Crémieux, Émile Bouchet, Maurice Rouvier y Gustave Naquet toma por asalto la prefectura. Esa misma tarde, estos radicales se reúnen en la rue Vacon con los socialistas y forman un comité de acción conjunto, y al día siguiente, ocupan el ayuntamiento. Instalan un comité revolucionario, formado por Crémieux, Paul Giraud, Clovis Hugues, Félix Granet, Cabasse, Joseph Tardif, empleado municipal, Auguste Sorbier y Armand Elbert, periodistas, y los internationalistas Charles Alerini, Étienne-Louis Combes, Victor Bosc (des Catalans), Philibert Gilbert, Frédéric Bordeas, Auguste Conteville y Célestin Matheron. A ellos se unen Félix Debray, contratista, Joseph Maviel, zapatero, Esprit Tourniaire, masón, y Eugène Barthélémy, empleado.
Este primer movimiento la administración local, fiel a las leyes imperiales, lo reprimió con severidad. Una vez arrestados, a los «facciosos» los encarcelan en un calabozo del fort Sain-Jean. El 27 de agosto, un consejo de guerra los condena a pasar algunos meses en la prisión de Saint-Pierre: Pierre Bernard, Tardif, Barthélémy y Giraud, a un mes de prisión; Tourniaire, a tres; Crémieux, Combe, Bosc y Sorbier, a seis; Bordes, a ocho; Conteville, Gilbert, Debray y Maviel, a un año.
El 4 de septiembre de 1870, día de la proclamación de la República, los liberan por orden de Gambetta mientras una multitud imponente va al encuentro de los prisioneros en la noche. El mismo día, el nuevo jefe del gobierno nombra Alphonse Esquiros administrador superior de las Bocas del Ródano; Adolphe Carcassonne, presidente de este primer municipio; la bandera tricolor se iza sobre el ayuntamiento. El 7 de septiembre, Crémieux acoge a Esquiros a la estación Saint-Charles y lo acompaña a la jefatura.
En ese momento, la creación de la Liga del Mediodía —quince departamentos—, dirigida localmente por Esquiros, Bastélica y Crémieux, refuerza el polo republicano.
Sin embargo, comienzan a producirse los primeros conflictos entre moderados y blanquistas, que alcanzan su punto álgido cuando Esquiros, administrador superior de las Bocas del Ródano como prefecto, pierde la confianza de Gambetta. Efectivamente, varios de sus decretos se consideran ilegales por el ministro de Interior del gobierno provisional, como la suspensión de la Gazette du Midi, periódico legitimista o la disolución de la congregación de los jesuitas de Marsella. Alphonse Esquiros, no puede oponerse abiertamente al gobierno provisional de Tours y en septiembre, envía Gaston Crémieux a la ciudad, con la intención de intentar una conciliación entre Adolphe Crémieux y Gambetta que fracasa.
Esquiros dimite. Lo sustituye Louis-Antoine Delpech por poco tiempo, pues también dimite. Gambetta nombra entonces a Alphonse Gent. El conflicto se acrecienta, avivado por la rivalidad entre la Guardia nacional (burguesa) y la Guardia cívica (obrera), creada por Esquiros.
El 3 de octubre de 1870, el «Commissaire Générale de la Ligue du Midi pour la défense de la République» ordena a Gaston Crémieux que la región se sume a su causa. Para el abogado nimés, es el momento de defender sus ideas:

Nous sommes résolus à tous les sacrifices, et, si nous restons seuls, nous ferons appel à la révolution, à la révolution implacable et inexorable, à la révolution avec toutes ses haines, ses colères et ses fureurs patriotiques. Nous partirons de Marseille en armes, nous prêcherons sur nos pas la guerre sainte.

«Estamos decididos a [emprender] todos los sacrificios, haremos un llamamiento a la revolución, a la revolución implacable e inexorable, a la revolución con todas sus odios, cóleras y furias patrióticas. Partiremos de Marsella armados, predicaremos ante nosotros por la guerra santa»

El 19 de octubre de 1870, Crémieux hace ovacionar la Liga del Mediodía, y la Comuna Revolucionaria durante un mitin organizado en el Alhambra. La Liga entra poco a poco en una oposición abierta con el gobierno de la defensa nacional. Mientras la guardia cívica de Esquiros se disuelve por orden el ejecutivo provisorio, Gambetta corta los puentes con la Liga. Los miembros de la comisión departamental insurreccional llaman desde entonces a los marselleses a tomar las armas.
El 31 de octubre de 1870, ocupan de nuevo el consistorio y proclaman la Comuna; al día siguiente, nombran a Gustave Cluseret comandante de la Guardia Nacional, Clovis Hugues cabeza de la Legión urbana y Esquiros de la Comisión municipal. Este 2 de noviembre, Gent sufre un atentado con revólver, en la estación de Saint-Charles (Crémieux, ausente, se encuentra en un mitin en Isère). Durante estos algunos días, la popularidad de Esquiros permanece intacta, pero la muerte de su hijo por fiebres tifoideas cambia el sino de los acontecimientos. Gambetta le conserva una simpatía personal (aunque no política) y le hace saber que comparte su duelo. Tras esto, Esquiros acepta que Alphonse Gent lo reemplace.
Las circunstancias juegan a favor del nuevo prefecto. El atentado del que ha sido víctima a su llegada le otorga el apoyo popular. Esta simpatía permite que retome el poder para el Gobierno. El 13 de noviembre, el nuevo prefecto puede telegrafiar a Tours que el orden reina nuevamente en Marsella.

### El comienzo de la Comuna
Tras la paz firmada con Alemania, el ejecutivo de defensa debe disolverse. Se celebran elecciones legislativas el 8 de febrero de 1871. En Marsella, Esquiros es reelegido mientras Gent dimite, indignado por las condiciones del armisticio. El parlamento se reúne en Burdeos. La cámara, por ser una emanación de los municipios rurales, es particularmente monárquica, con mayoría de legitimistas y orleanistas.
Crémieux, presente en Burdeos, interviene desde las tribunas para saludar a Garibaldi, elegido ilegalmente pues era italiano, lo invita a la cámara e impiden que los diputados monárquicos hablen con estas palabras que han quedado para la posteridad: 

Majorité rurale, honte de la France !

«¡Mayoría rural, vergüenza de Francia!»
Desde las tribunas se lo aplaude fuertemente para disgusto de otro marsellés, Adolphe Thiers.
El 18 de marzo de 1871 comienza la insurrección de la Comuna parisiense; el 22 de marzo de 1871, las amenazas de Adolphe Thiers, nuevo jefe del gobierno, de desarmar París, llegan a Marsella. 
Ese mismo día, Crémieux asume el mando de un tercer movimiento subversivo. Crea el club de Eldorado (republicano radical, incluso socialista), frena al club de la guardia nacional (moderado), denuncia a Versalles, y reclama que se sostenga París y su Comuna. Ante la tibieza del club de la Guardia Nacional, Crémieux vuelve a hacer esperar la Eldorado. Curiosamente, es la torpeza del partido de los « versalleses» la que desata la Comuna de Marsella.
Por la noche, el nuevo prefecto, el almirante Paul Cosnier, y el general Espivent ordenan a la Guardia Nacional reunirse al día siguiente a favor de Versalles, aunque el alcalde Jacques-Thomas Bory intenta disuadirlos sin éxito. El desfile de las guardias nacionales, sobre el cours Belsunce, degenera en una manifestación donde se mezclan garibaldistas, marselleses y los restos de la guardia cívica de Esquiros.
La multitud asalta sin sangre la prefectura. Crémieux marcha con, a sus lados, el joven Clovis Hugues. El joven periodista de veinte años esgrime la bandera roja de la «república social» y se convierte su brazo derecho (más tarde, será boulangista)

### Evitar «la anarquía»

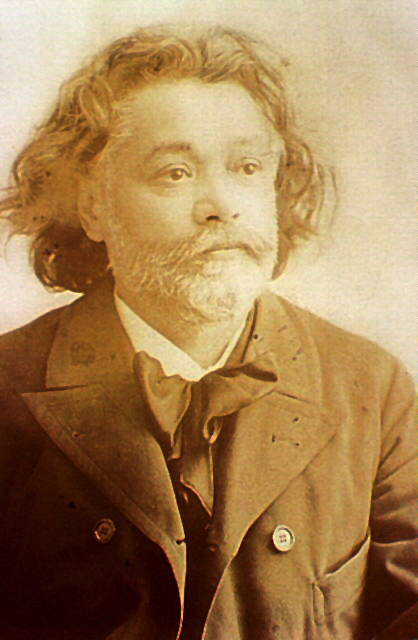
Clovis Hugues

Con el prefecto preso, el alcalde dimitido, Espivent fugado, la comisión departamental sustituye al prefecto. La componen doce miembros: los radicales (Job y Étienne), los miembros de la Internacional (Alérini), de la Guardia Nacional (Bouchet, Cartoux), y tres delegados del cabildo. Una vez ha triunfado la insurrección, Crémieux declara desde el balcón de la sede departamental la solidaridad de Marsella con París, llama la población a mantener el orden y propone poner en libertad el almirante Cosnier; la multitud rechaza.
Asustados por lo que acaban de avalar, los miembros de la municipalidad intentan retirarse de la Comuna. Crémieux convence a Boucher de que permanezca en su puesto.
El 27 de marzo de 1871 llegan cuatro delegados parisienses: Landeck, Amouroux, Albert May alias Séligman, y Méguy. Landeck se pone al frente de la Comisión, y trata a todos los moderados como sospechosos. Arrestado, soltado, amenazado, y desposeído para siempre, Crémieux se ve tentado a dimitir. Se prevén unas elecciones comunales, para instituir una nueva legalidad, para el 6 de abril. El 28 de marzo, el general Espivent de la Villeboisnet, jefe de las tropas militares del departamento, que ha hecho retroceder a sus hombres fuera de los muros, en Aubagne, proclama sin ninguna base legal a las Bocas del Ródano en estado de guerra y se declara partidario del Gobierno de Adolphe Thiers.
Mientras el orden se restablece en las demás ciudades que se han erigido en comunas — Lyon, Tolosa, Saint-Étienne, Limoges, Narbona— las luchas internas alcanzan su colmo en Marsella. La comisión departamental  (Landeck) disuelve el cabildo (Bouchet) y sostiene que la bandera roja sea el emblema de la comuna. Crémieux antepone la bandera negra, signo para él de duelo (y no de anarquismo). Su preocupación constante durante este período fue asegurar una continuidad de la ley, evitar los desórdenes (eu considera propios de la anarquía) con el fin de no mostrarse vulnerables a las críticas de sus adversarios. Pero los jefes de las administraciones han desertado sus plazas. Los encargados del telégrafo, los magistrados del ministerio público, los agentes de la fuerza pública, por lo que la Comuna no puede defenderse más que con proclamas.